# Anguel Stoyanov Kariotov
Anguel Stoyanov Kariotov (bulgare : Ангел Стоянов Кариотов), aussi connu comme le voïvode Anguel (Ангел войвода) a été un chef de guerre de Bulgarie vers la fin de la domination ottomane. Il a dirigé un groupe de haïdouks dans les régions de Plovdiv et de Haskovo de 1832 à 1862. Il est né dans les montagnes du Rhodope, dans le village de Dragoïnovo. Un sommet du massif de Rila a reçu son nom. Le voïvode Anguel était aussi le principal donateur du seul monastère construit à l'époque de la domination ottomane, le Monastère d'Arapovo.